# Топологическая сортировка

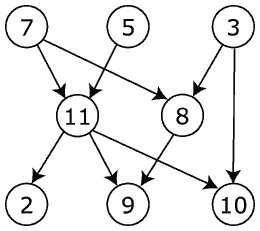
Ациклический ориентированный граф

Топологическая сортировка — упорядочивание вершин ациклического ориентированного графа согласно частичному порядку, заданному рёбрами орграфа на множестве его вершин.
Например, для графа:
{\displaystyle G={\Bigl (}{\bigl \{}2,3,5,7,8,9,10,11{\bigr \}},{\bigl \{}(3,8),(3,10),(5,11),(7,11),(7,8),(8,9),(11,2),(11,9),(11,10){\bigr \}}{\Bigr )}}
существует несколько согласованных последовательностей его вершин, которые могут быть получены при помощи топологической сортировки, в частности:
- {\displaystyle 7,5,11,3,8,2,9,10}
- {\displaystyle 3,7,5,8,11,10,9,2}

В последовательности могут быть переставлены любые две стоящие рядом вершины, которые не входят в отношение частичного порядка {\displaystyle E}.
Топологическая сортировка широко применяется в различных отраслях например, с её помощью можно построить последовательность прохождения учебных курсов студентами, последовательность установки программ при помощи пакетного менеджера, последовательность сборки исходных текстов программ по данным сборочных файлов, можно построить список отображения объектов в изометрической проекции зная парные порядковые отношения между объектами (какой из двух объектов должен быть прорисован раньше).

## Алгоритм Кана
Один из первых алгоритмов, и наиболее приспособленный к исполнению вручную разработан Артуром Каном в 1962 году.
Пусть дан ациклический ориентированный простой граф {\displaystyle G=(V,E)}. Через {\displaystyle A(v),v\in V} обозначим множество таких вершин {\displaystyle u\in V}, что {\displaystyle \exists ~(u,v)\in E}. То есть {\displaystyle A(v)} — множество всех вершин, из которых есть дуга в вершину {\displaystyle v}. Пусть {\displaystyle P} — искомая последовательность вершин.
```
пока
 

  

    

      

        

          
|

        

        
P

        

          
|

        

        
<

        

          
|

        

        
V

        

          
|

        

      

    

    
{\displaystyle |P|<|V|}

  

  выбрать 
любую
 вершину 

  

    

      

        
v

      

    

    
{\displaystyle v}

  

 такую, что 

  

    

      

        
A

        
(

        
v

        
)

        
=

        
∅

      

    

    
{\displaystyle A(v)=\varnothing }

  

 и 

  

    

      

        
v

        
∉

        
P

      

    

    
{\displaystyle v\notin P}

  

  

  

    

      

        
P

        
←

        
P

        
,

        
v

      

    

    
{\displaystyle P\gets P,v}

  

  удалить 

  

    

      

        
v

      

    

    
{\displaystyle v}

  

 из всех 

  

    

      

        
A

        
(

        
u

        
)

        
,

        
u

        
≠

        
v

      

    

    
{\displaystyle A(u),u\neq v}

  

```

Наличие хотя бы одного цикла в графе приведёт к тому, что на определённой итерации цикла не удастся выбрать новую вершину {\displaystyle v}.
Например, если задан граф:
{\displaystyle G={\Bigl (}{\bigl \{}a,b,c,d,e{\bigr \}},{\bigl \{}(a,b),(a,c),(a,d),(a,e),(b,d),(c,d),(c,e),(d,e){\bigr \}}{\Bigr )}},
алгоритм выполнится следующим образом:
| шаг | {\displaystyle v} | {\displaystyle A(a)}         | {\displaystyle A(b)}         | {\displaystyle A(c)}         | {\displaystyle A(d)}         | {\displaystyle A(e)}         | {\displaystyle P}            |
| --- | ----------------- | ---------------------------- | ---------------------------- | ---------------------------- | ---------------------------- | ---------------------------- | ---------------------------- |
| 0   | {\displaystyle -} | {\displaystyle \varnothing } | {\displaystyle a}            | {\displaystyle a}            | {\displaystyle a,b,c}        | {\displaystyle a,c,d}        | {\displaystyle \varnothing } |
| 1   | {\displaystyle a} | {\displaystyle \varnothing } | {\displaystyle \varnothing } | {\displaystyle \varnothing } | {\displaystyle b,c}          | {\displaystyle c,d}          | {\displaystyle a}            |
| 2   | {\displaystyle c} | {\displaystyle \varnothing } | {\displaystyle \varnothing } | {\displaystyle \varnothing } | {\displaystyle b}            | {\displaystyle d}            | {\displaystyle a,c}          |
| 3   | {\displaystyle b} | {\displaystyle \varnothing } | {\displaystyle \varnothing } | {\displaystyle \varnothing } | {\displaystyle \varnothing } | {\displaystyle d}            | {\displaystyle a,c,b}        |
| 4   | {\displaystyle d} | {\displaystyle \varnothing } | {\displaystyle \varnothing } | {\displaystyle \varnothing } | {\displaystyle \varnothing } | {\displaystyle \varnothing } | {\displaystyle a,c,b,d}      |
| 5   | {\displaystyle e} | {\displaystyle \varnothing } | {\displaystyle \varnothing } | {\displaystyle \varnothing } | {\displaystyle \varnothing } | {\displaystyle \varnothing } | {\displaystyle a,c,b,d,e}    |

На втором шаге вместо {\displaystyle c} может быть выбрана вершина {\displaystyle b}, поскольку порядок между {\displaystyle b} и {\displaystyle c} не задан.

## Алгоритм Тарьяна
С использованием вычислительной техники топологическую сортировку можно выполнить за {\displaystyle O(n)} времени и памяти, если обойти все вершины, используя поиск в глубину, и выводить вершины в момент выхода из неё — алгоритм разработан Робертом Тарьяном в 1976 году.
Изначально все вершины помечаются как белые, для каждой вершины осуществляется шаг алгоритма:
- если вершина чёрная, ничего делать не надо,
- если вершина серая — найден цикл, топологическая сортировка невозможна,
- если вершина белая, то: 
  - красится в серый,
  - применяется шаг алгоритма для всех вершин, в которые можно попасть из текущей,
  - вершина красится в чёрный и помещается в начало окончательного списка.

Например, на графе:
{\displaystyle G={\Bigl (}{\bigl \{}a,b,c,d,e{\bigr \}},{\bigl \{}(a,b),(a,c),(a,d),(a,e),(b,d),(c,d),(c,e),(d,e){\bigr \}}{\Bigr )}}
с порядком обхода {\displaystyle c,d,e,a,b} алгоритм отрабатывает следующим образом:
| Шаг | Текущая           | Белые                     | Стек (серые)          | Выход (чёрные)            |
| --- | ----------------- | ------------------------- | --------------------- | ------------------------- |
| 0   | —                 | {\displaystyle a,b,c,d,e} | —                     | —                         |
| 1   | {\displaystyle c} | {\displaystyle a,b,d,e}   | {\displaystyle c}     | —                         |
| 2   | {\displaystyle d} | {\displaystyle a,b,e}     | {\displaystyle c,d}   | —                         |
| 3   | {\displaystyle e} | {\displaystyle a,b}       | {\displaystyle c,d,e} | —                         |
| 4   | {\displaystyle d} | {\displaystyle a,b}       | {\displaystyle c,d}   | {\displaystyle e}         |
| 5   | {\displaystyle c} | {\displaystyle a,b}       | {\displaystyle c}     | {\displaystyle d,e}       |
| 6   | —                 | {\displaystyle a,b}       | —                     | {\displaystyle c,d,e}     |
| 7   | {\displaystyle d} | {\displaystyle a,b}       | —                     | {\displaystyle c,d,e}     |
| 8   | {\displaystyle e} | {\displaystyle a,b}       | —                     | {\displaystyle c,d,e}     |
| 9   | {\displaystyle a} | {\displaystyle b}         | {\displaystyle a}     | {\displaystyle c,d,e}     |
| 10  | {\displaystyle b} | —                         | {\displaystyle a,b}   | {\displaystyle c,d,e}     |
| 11  | {\displaystyle a} | —                         | {\displaystyle a}     | {\displaystyle b,c,d,e}   |
| 12  | —                 | —                         | —                     | {\displaystyle a,b,c,d,e} |
| 13  | {\displaystyle b} | —                         | —                     | {\displaystyle a,b,c,d,e} |